# Мёрт и Мозель
Мёрт и Мозе́ль (фр. Meurthe-et-Moselle) — департамент на северо-востоке Франции, один из департаментов региона Гранд-Эст. Порядковый номер — 54. Административный центр — Нанси. Население — 746 502 человека (31-е место среди департаментов, данные 2010 г.).

## География
Площадь территории — 5246 км². Через департамент протекают реки Мёрт, Мозель, Шьер и Везуз.
Департамент включает 4 округа, 44 кантона и 594 коммуны.

## История
Мёрт и Мозель был образован в 1871 г. после франко-прусской войны. В него вошли территории, оставшиеся в составе Франции от бывших департаментов Мёрт и Мозель (два из 83 департаментов, образованных во время Великой французской революции в марте 1790 г.).
Название департамента происходит от рек Мёрт и Мозель.